# Station Kirkby Stephen
Kirkby Stephen is een spoorwegstation van National Rail in Eden in Engeland. Het station is eigendom van Network Rail en wordt beheerd door Northern Rail. 